# Mangilao
Mangilao är en ort och en village (administrativ enhet) i Guam (USA). Den ligger i den centrala delen av Guam, 6 km sydost om huvudstaden Hagåtña. Antalet invånare är 15 191. Arean är 26,5 kvadratkilometer. Mangilao Municipality ligger på ön Guam.
Terrängen i Mangilao Municipality är platt.